# Ел Пипе (Сан Хуан Тепеуксила)
Ел Пипе (шп. El Pipe) насеље је у Мексику у савезној држави Оахака у општини Сан Хуан Тепеуксила. Насеље се налази на надморској висини од 1680 м.

## Становништво
Према подацима из 2005. године у насељу су живела 2 становника.

### Хронологија
| Година       | 2000       | 2005 |
| ------------ | ---------- | ---- |
| Становништво | 12 (7 / 5) | 2    |

### Попис
| # | Индикатор                        | Вредност |
| - | -------------------------------- | -------- |
| 1 | Укупно појединачних домаћинстава | 1        |